# Markus Prock
Markus Prock (* 22. Juni 1964 in Innsbruck) ist ein ehemaliger österreichischer Rennrodler.

## Leben
Zwischen 1981 und 2002 gewann Prock zehnmal den Gesamtweltcup im Rennrodeln und wurde zweimal Weltmeister. Er errang drei Medaillen bei Olympischen Spielen. 1992 in Albertville und 1994 in Lillehammer gewann er jeweils die Silbermedaille. Zum Abschluss seiner Karriere errang er 2002 in Salt Lake City die Bronzemedaille. Damit ist er der erfolgreichste österreichische Rennrodler. Sein größter Konkurrent zu seiner aktiven Zeit war Georg Hackl, den Prock bei Olympischen Spielen nie hinter sich lassen konnte.
Seit 1997 betreibt Prock eine eigene Sportagentur in Innsbruck, über die er unter anderem Armin Zöggeler, Mario Stecher und Gregor Schlierenzauer, seinen Neffen, betreut. Im April 2004 wurde Prock Koordinator im Kunstbahnbereich beim Österreichischen Rodelverband und war in der Folge dort bis 2018 auch als Sportdirektor tätig. Seit 2018 ist Prock Präsident des Österreichischen Rodelverbands. Im Juni 2022 wurde er zum Exekutivmitglied der Fédération Internationale de Luge de Course gewählt. Unter Präsident Horst Nussbaumer wurde er im März 2025 Vizepräsident des Österreichischen Olympischen Comités (ÖOC).
Seine Tochter Hannah ist ebenfalls Rennrodlerin und Angehörige des österreichischen Nationalkaders.

## Erfolge
| Olympia                                         | Weltmeisterschaften | Europameisterschaften                     | Weltcup                                             |
| ----------------------------------------------- | --- | ----------------------------------------- | --------------------------------------------------- |
| - 1992 – Silber - 1994 – Silber - 2002 – Bronze | - 1987 – Gold - 1990 – Silber - 1991 – Bronze - 1995 – Bronze - 1996 – Gold (Einzel + Mannschaft) - 1997 – Silber (Einzel), Gold (Mannschaft) - 1999 – Gold (Mannschaft) - 2001 – Bronze | - 1994 – Gold - 1998 – Gold - 2002 – Gold | - 10 × Gesamtweltcupsieger - 33 Weltcup-Einzelsiege |

### Gesamtweltcup
| Saison    | Platz | Punkte |
| --------- | ----- | ------ |
| 1984/85   | 02.   | 0?     |
| 1985/86   | 0?    | 0?     |
| 1986/87   | 03.   | 0?     |
| 1987/88   | 01.   | 0?     |
| 1988/89   | 0?    | 0?     |
| 1989/90   | 02.   | 0?     |
| 1990/91   | 01.   | 0?     |
| 1991/92   | 01.   | 0?     |
| 1992/93   | 01.   | 0?     |
| 1993/94   | 01.   | 0160   |
| 1994/95   | 01.   | 0292   |
| 1995/96   | 01.   | 0165   |
| 1996/97   | 01.   | 0230   |
| 1997/98   | 06.   | 0139   |
| 1998/99   | 01.   | 0575   |
| 1999/2000 | 05.   | 0400   |
| 2000/01   | 03.   | 0525   |
| 2001/02   | 01.   | 0487   |

### Weltcupsiege
Einsitzer
| Nr. | Datum         | Ort          | Bahn                                              |
| --- | ------------- | ------------ | ------------------------------------------------- |
| 1.  | 3. Feb. 1985  | Hammarstrand | Bobbahn Hammarstrand                              |
| 2.  | 20. Dez. 1987 | Innsbruck    | Olympia Eiskanal Igls                             |
| 3.  | 10. Jan. 1988 | Altenberg    | Rennschlitten- und Bobbahn Altenberg              |
| 4.  | 24. Jan. 1988 | St. Moritz   | Olympia Bob Run St. Moritz–Celerina               |
| 5.  | 25. Nov. 1990 | Altenberg    | Rennschlitten- und Bobbahn Altenberg              |
| 6.  | 16. Dez. 1990 | Sarajevo     | Trebevic – Bob- und Rennschlittenbahn             |
| 7.  | 17. Feb. 1991 | Innsbruck    | Kunsteisbahn Bob-Rodel Igls                       |
| 8.  | 17. Nov. 1991 | Altenberg    | Rennschlitten- und Bobbahn Altenberg              |
| 9.  | 17. Dez. 1991 | Innsbruck    | Kunsteisbahn Bob-Rodel Igls                       |
| 10. | 26. Jan. 1992 | Calgary      | Bob- und Rennschlittenbahn im Canada Olympic Park |
| 11. | 29. Nov. 1992 | Altenberg    | Rennschlitten- und Bobbahn Altenberg              |
| 12. | 6. Dez. 1993  | Sigulda      | Rennrodel- und Bobbahn Sigulda                    |
| 13. | 17. Jan. 1993 | La Plagne    | Bob- und Rennschlittenbahn La Plagne              |
| 14. | 7. Feb. 1993  | Lillehammer  | Bob- und Rennschlittenbahn Hunderfossen           |
| 15. | 2. Dez. 1993  | Sigulda      | Rennrodel- und Bobbahn Sigulda                    |
| 16. | 12. Dez. 1993 | Innsbruck    | Kunsteisbahn Bob-Rodel Igls                       |
| 17. | 16. Jan. 1994 | Oberhof      | Rennrodelbahn Oberhof                             |
| 18. | 30. Nov. 1994 | Altenberg    | Rennschlitten- und Bobbahn Altenberg              |
| 19. | 26. Nov. 1994 | Innsbruck    | Kunsteisbahn Bob-Rodel Igls                       |
| 20. | 27. Nov. 1994 | Innsbruck    | Kunsteisbahn Bob-Rodel Igls                       |
| 21. | 4. Dez. 1994  | Winterberg   | Bobbahn Winterberg                                |
| 22. | 17. Dez. 1994 | Calgary      | Bob- und Rennschlittenbahn im Canada Olympic Park |
| 23. | 3. Dez. 1995  | Innsbruck    | Kunsteisbahn Bob-Rodel Igls                       |
| 24. | 10. Dez. 1995 | La Plagne    | Bob- und Rennschlittenbahn La Plagne              |
| 25. | 11. Feb. 1996 | St. Moritz   | Olympia Bob Run St. Moritz–Celerina               |
| 26. | 15. Dez. 1996 | Altenberg    | Rennschlitten- und Bobbahn Altenberg              |
| 27. | 22. Dez. 1996 | Königssee    | Kombinierte Kunsteisbahn am Königssee             |
| 28. | 22. Jan. 1997 | Oberhof      | Rennrodelbahn Oberhof                             |
| 29. | 18. Jan. 1998 | Altenberg    | Rennschlitten- und Bobbahn Altenberg              |
| 30. | 17. Jan. 1999 | Oberhof      | Rennrodelbahn Oberhof                             |
| 31. | 6. Feb. 1999  | St. Moritz   | Olympia Bobrun St. Moritz–Celerina                |
| 32. | 20. Jan. 2002 | Sigulda      | Rennrodel- und Bobbahn Sigulda                    |

## Auszeichnungen (Auszug)
- 1992: Silbernes Ehrenzeichen für Verdienste um die Republik Österreich
- 1994: Goldenes Ehrenzeichen für Verdienste um die Republik Österreich